# Molly Sterling
Molly Sterling (nascida em 8 de março de 1998) é uma cantora e compositora irlandesa que representou Irlanda no Festival Eurovisão da Canção 2015, com a canção "Playing with Numbers".

## Discografia

### Extended plays
| Títulos          | Detalhes                                                |
| ---------------- | ------------------------------------------------------- |
| Strands of Heart | - Lançado: novembro de 2014 - Formato: Digital download |

### Singles
| Ano  | Título                 | Melhor posição | Álbum |
| Ano  | Título                 | IRE            | Álbum |
| ---- | ---------------------- | -------------- | ----- |
| 2015 | "Playing with Numbers" | —              | —     |